# Arnulf II. (Flandern)

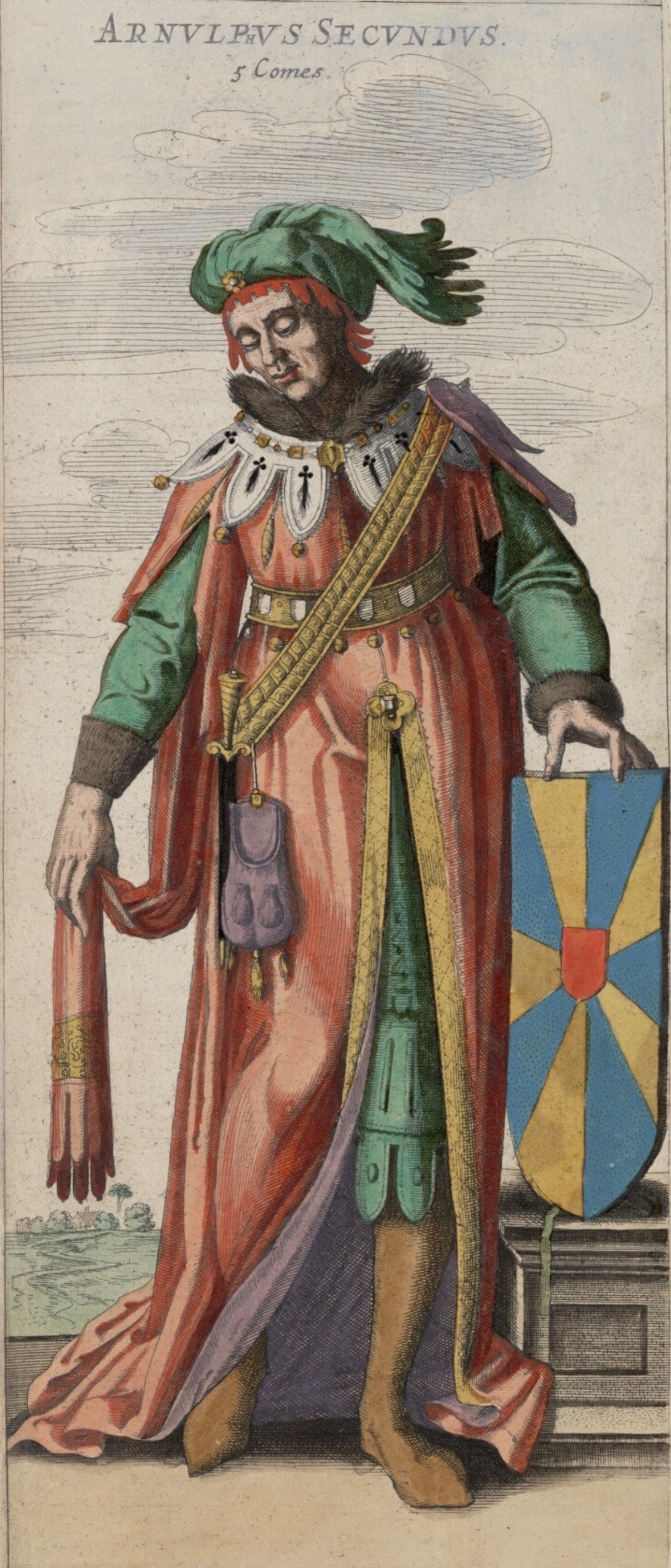
Antonius Sanderus, Arnulf II

Arnulf II. der Jüngere (lat.: Arnulfus iunior; * um 961; † 30. März 987) war ein Graf von Flandern aus dem Haus Flandern. Er war der einzige Sohn des Grafen Balduin III. und der Mathilde Billung, einer Tochter des Herzogs Hermann Billung von Sachsen.

## Leben
Arnulfs Vater fungierte bereits dem Großvater, Graf Arnulf I. dem Großen, als Mitregent, starb aber noch vor diesem im Jahr 962. Somit folgte Arnulf seinem gleichnamigen Großvater 964 direkt als Graf von Flandern nach. Zu diesem Zeitpunkt war er allerdings noch unmündig, weshalb für ihn sein Vetter, Balduin Baldzo († 973), die Regentschaft übernahm. Diesen Umstand nutzte augenblicklich Graf Dietrich II. von Westfriesland aus, indem er zeitweilig Gent besetzte. Zugleich bemächtigte sich König Lothar 965 der Region Ponthieu, die er an den Dux Hugo Capet weiterreichte und die somit dauerhaft dem flandrischen Grafenhaus verloren ging. Auch hatten sich die ersten Grafen von Guînes etabliert, womit insgesamt die Grenzlage Flanderns zur Normandie beendet wurde.
Nachdem Arnulf 976 volljährig geworden war, griff er noch im selben Jahr im Bund mit seinem Stiefvater, Graf Gottfried von Verdun, erfolgreich Mons an. Weil er sich in dieser Zeit auf die Seite Kaiser Ottos II. gegen König Lothar gestellt hatte, wurde er 978 von letzterem angegriffen, was einen zeitweiligen Verlust des Artois zur Folge hatte, das ihm aber bald wieder vom König zurückerstattet wurde. Im Frühjahr 981 verlor Arnulf auch die starke Burg von Montreuil an Hugo Capet und musste im Tausch für sie die Reliquien der Abtei Saint-Bertin an die Abteien Saint-Valery und Saint-Riquier zurückerstatten, die einst sein Großvater von dort entwendet hatte. 985 fiel sein Stiefvater in die Gefangenschaft König Lothars, weshalb Arnulf in seinen letzten Jahren die Partei Hugo Capets ergriff und kurz vor seinem Tod dessen Wahl zum König unterstützte.
Arnulf II. war seit etwa 968 verheiratet mit Rozala-Susanna von Italien (* um 956; † 1003), einer Tochter des Königs Berengar II. von Italien, mit der er zwei Kinder hatte:
- Mathilde († 24. Juli 995)
- Balduin IV. Schönbart (* wohl 980; † 30. Mai 1035), Graf von Flandern.

Arnulfs Sohn und Nachfolger war bei seinem Tod noch unmündig, weshalb seine Witwe 988 in zweiter Ehe König Robert II. den Frommen heiratete, um ihn als Beschützer ihres Sohnes zu gewinnen. Der König ließ sich aber vier Jahre später wieder von ihr scheiden.